# Clarence Hudson White
Clarence Hudson White (1871 – 1925) va ser un fotògraf autodidacte estatunidenc membre dels moviments anomenats Photo-Secession i Pictorialisme. El 1906 White i la seva família dexaren l'ambient rural d'Ohio i es traslladaren a la ciutat de Nova York. El 1914 fundà la Clarence H. White School of Photography, la primera institució educativa dels Estats Units que va ensenyar la fotografia com un art. Va ser amic i un seguidor d'Alfred Stieglitz, un dels fundadors de la Photo-Secession.

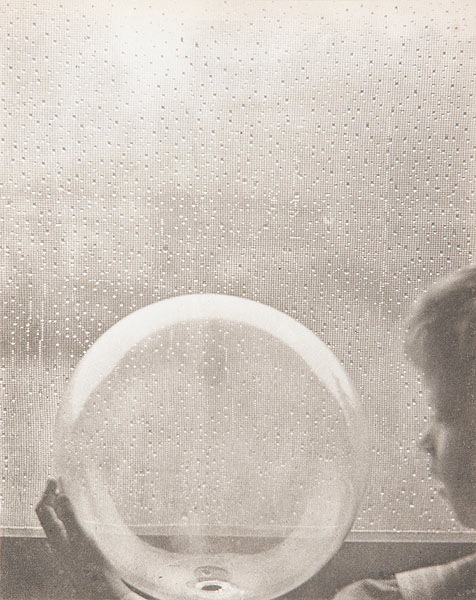
"Drops of Rain", 1908

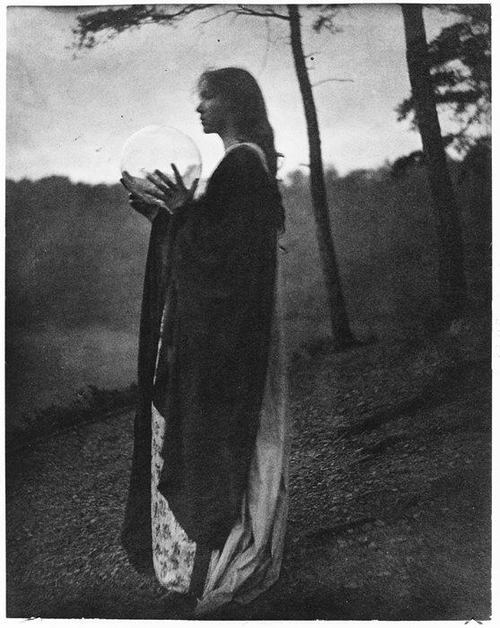
"The Watcher", 1906

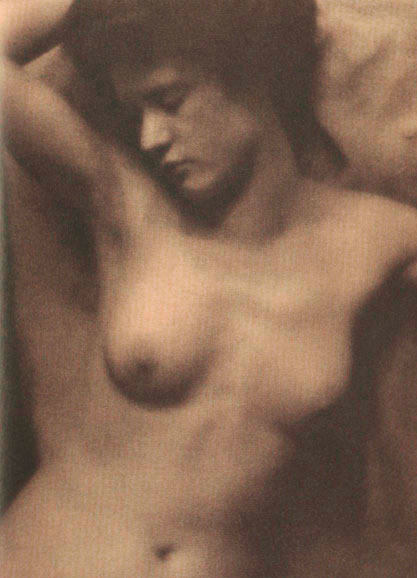
"Torso", 1907, jointly created by White and Stieglitz

## Galeria fotogràfica

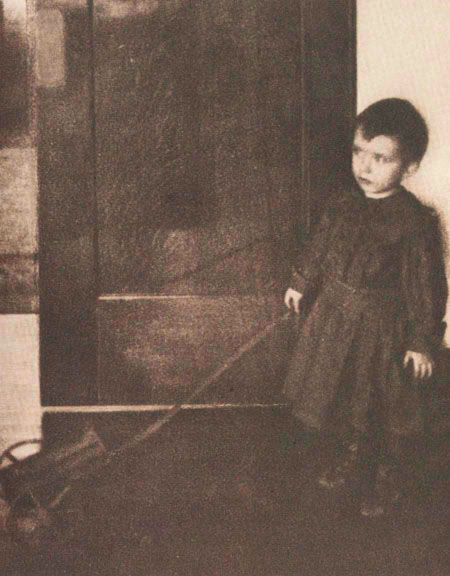
Boy with Wagon, 1898
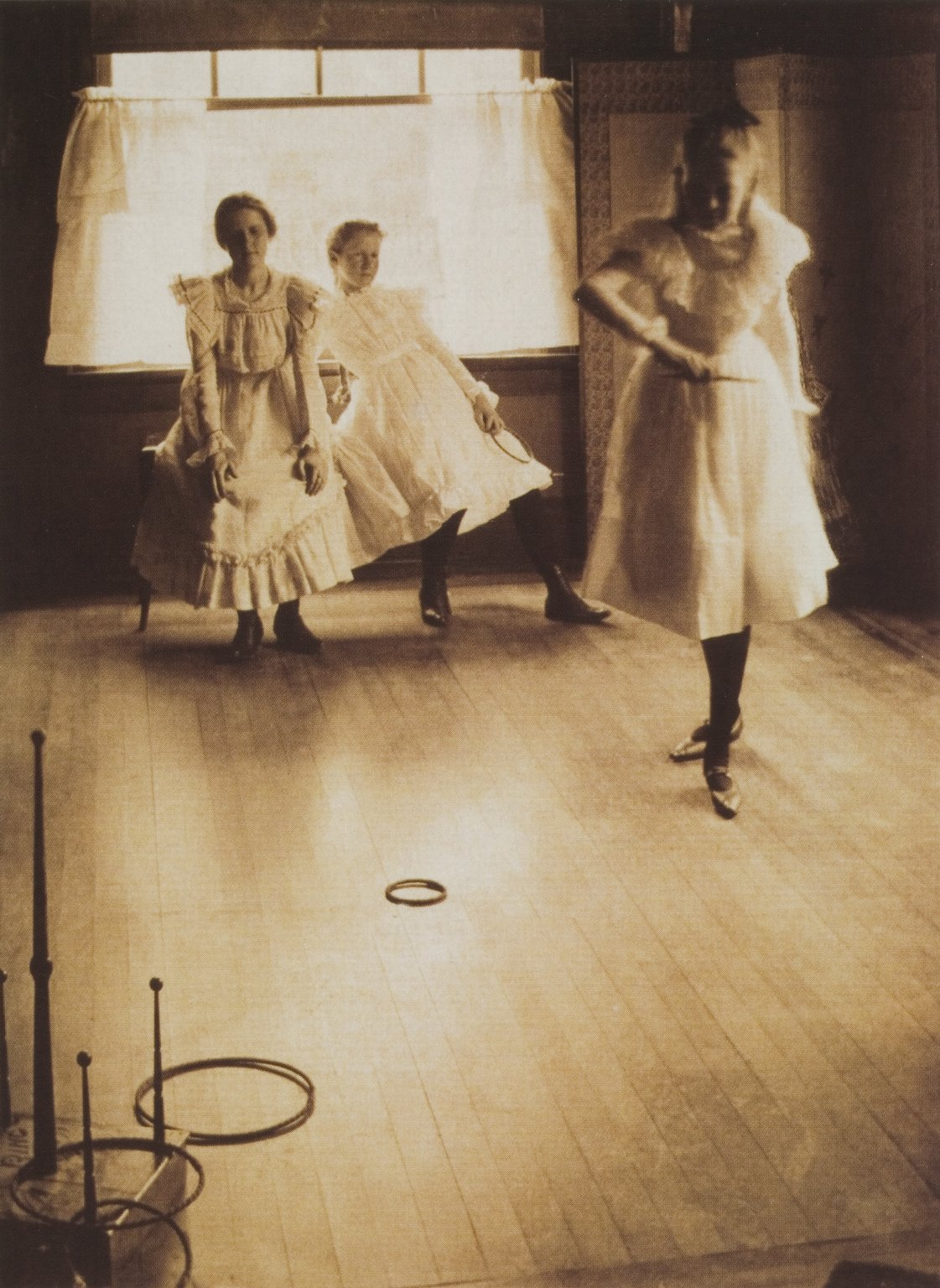
The Ring Toss, 1899
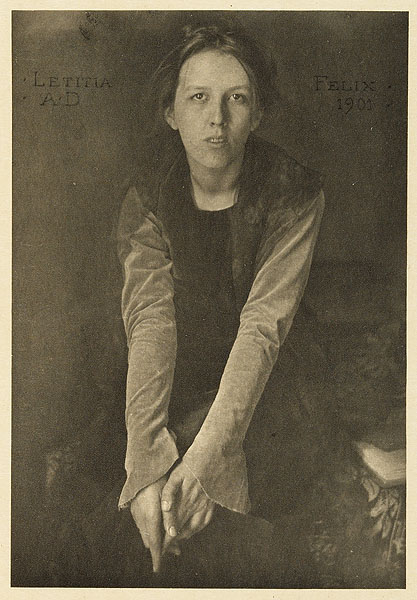
Letitia Felix, 1901
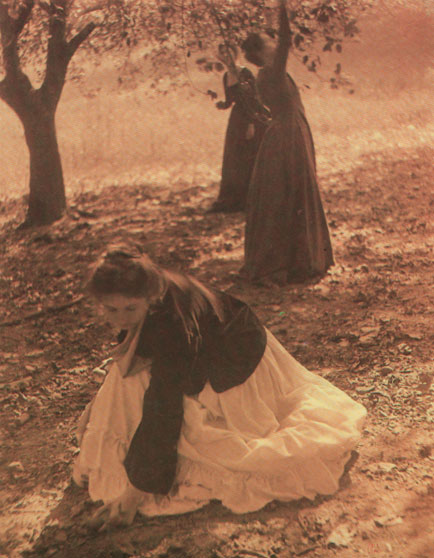
The Orchard, 1902
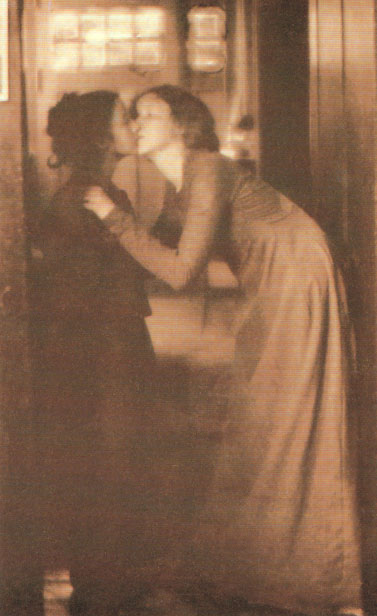
The Kiss, 1905
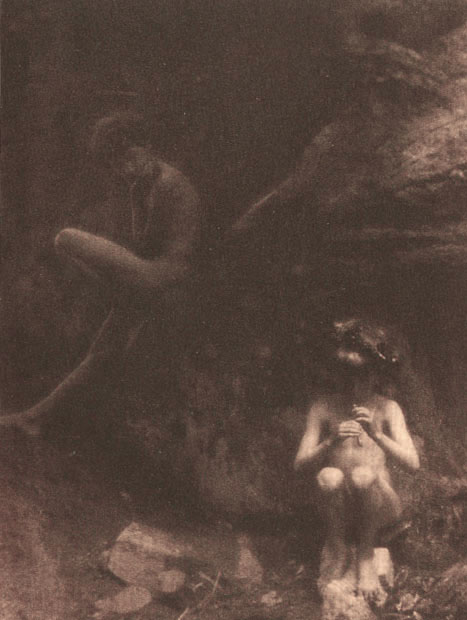
Pipes of Pans, 1905
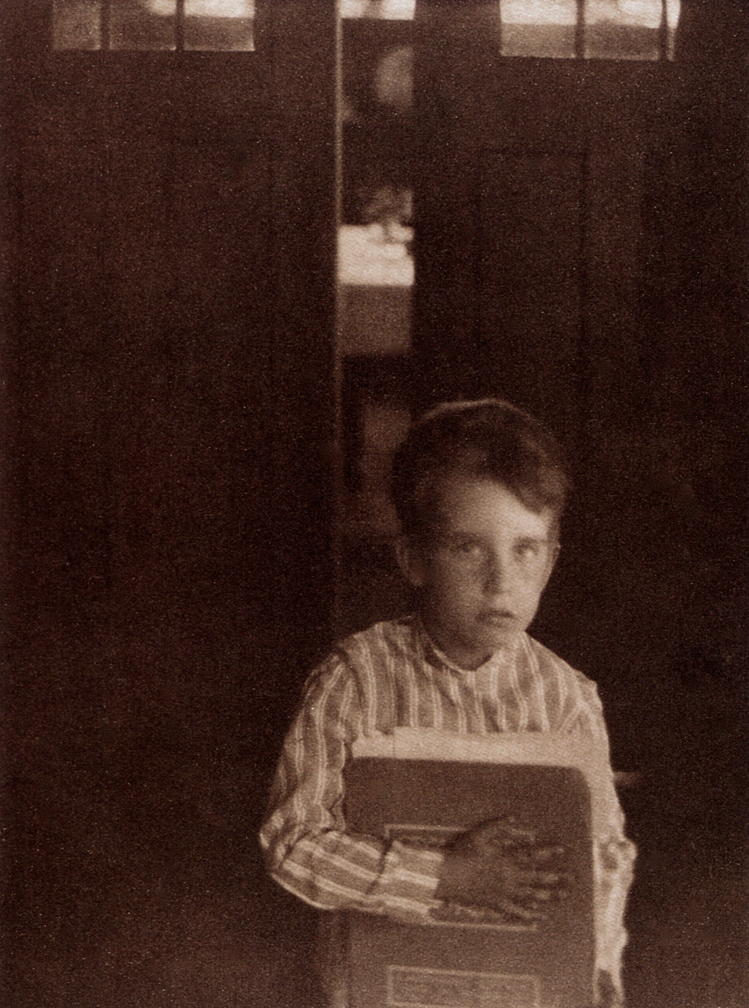
Boy with Camera Work, 1905
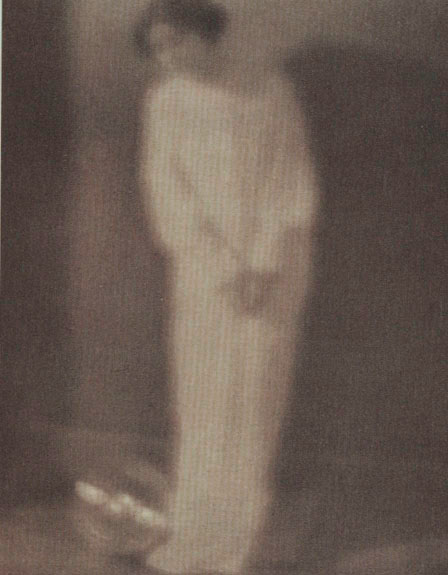
Experiment #27 - Jointely creat per White i Alfred Stieglitz
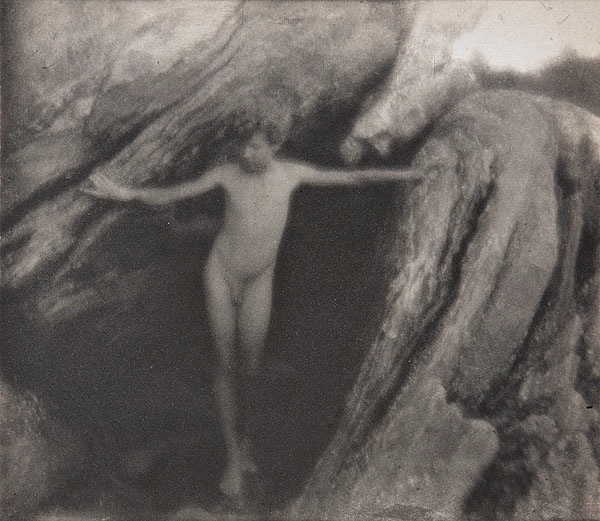
Nude, 1908
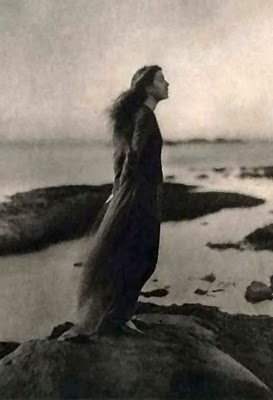
Rose Pastor Stokes, 1909